# Tarenna winkleri
Tarenna winkleri är en måreväxtart som beskrevs av Theodoric Valeton. Tarenna winkleri ingår i släktet Tarenna och familjen måreväxter. Inga underarter finns listade i Catalogue of Life.